# لوئیس پارتریج
لوئیس پارتریج (انگلیسی: Louis Partridge؛ زادهٔ ۳ ژوئن ۲۰۰۳) بازیگر بریتانیایی است. وی از سال ۲۰۱۴ تا کنون مشغول فعالیت بوده‌است. او کار بازیگری خود را با نقش‌های کوچک در فیلم‌های کوتاهی مانند زیر آب و دربارهٔ یک سگ آغاز کرد. او بیشتر به خاطر نقش توکسبری در فیلم اصلی نتفلیکس انولا هولمز، با بازی در کنار میلی بابی براون و همچنین در نقش سید ویشس در مینی‌سریال تپانچه شناخته شده‌است.

## زندگی شخصی
لوئیس پارتریج در ۳ ژوئن ۲۰۰۳ در وانزوورث، لندن به دنیا آمد. او یک خواهر بزرگتر و یک خواهر کوچکتر دارد. گفته می‌شود پارتریج با اولیا رودریگو وارد رابطه عاطفی شده است و چند روز پیش در جشنواره ی ونیز با یکدیگر دیده شدند.

## حرفه
پارتریج اولین بازیگری خود را در سال ۲۰۱۴ در فیلم کوتاه زیر آب انجام داد. او در ابتدا به عنوان پیرو مدیچی در مدیچی شناخته شد و در پدینگپتون ۲ ظاهر شد. او با بازی در نقش توکسبری در انولا هولمز به شهرت بیشتری رسید. او این نقش را در ادامه فیلم تکرار کرد. در سال ۲۰۱۹، او با بازی در نقش پسر جاودانه پیتر پن، به گروه بازیگران دختران گمشده پیوست. در ژانویه ۲۰۲۱، پارتریج به عنوان نوازنده بیس گروه اصلی، سید ویشس، به سریال تپانچه، ساخت شبکه اف‌ایکس پیوست. در اواخر همان سال در اکتبر، او در فیلم عاشقانه فانتزی-حماسی فریمن انتخاب شد. پارتریج سپس به ژانر هیجان انگیز پیوست و در می ۲۰۲۲ به گروه بازیگران سریال سلب مسئولیت، ساخت اپل تی‌وی پیوست.

## فیلم‌شناسی

### فیلم
| سال  | عنوان            | نقش              | توضیحات      | منابع  |
| ---- | ---------------- | ---------------- | ------------ | ------ |
| ۲۰۱۵ | پن               | پسر معدنچی       |              |        |
| ۲۰۱۷ | ماجراجویی آمازون | هنری بیتس جوان   |              | [ ۱۶ ] |
| ۲۰۱۷ | پدینگتون ۲       | جی-من            |              |        |
| ۲۰۲۰ | انولا هولمز      | وایکانت تیوکسبری |              | [ ۱۷ ] |
| ۲۰۲۲ | دختران گمشده     | پیتر پن          |              |        |
| ۲۰۲۲ | انولا هولمز ۲    | وایکانت تیوکسبری |              | [ ۱۸ ] |
| ۲۰۲۴ | آرگایل           | آرگایل جوان      | حضور افتخاری | [ ۱۹ ] |
| ۲۰۲۵ | جی کلی           | TBA              | پسا تولید    | [ ۲۰ ] |
| TBA  | انولا هولمز ۳    | وایکانت تیوکسبری | فیلم‌برداری   | [ ۲۱ ] |

### تلویزیون
| سال  | عنوان       | نقش              | توضیحات             | منابع  |
| ---- | ----------- | ---------------- | ------------------- | ------ |
| ۲۰۱۴ | بومرز       | الف              | قسمت #۱٫۴           |        |
| ۲۰۱۹ | مدیچی       | پیرو د مدیچی     | فصل ۳ (۴ قسمت)      |        |
| ۲۰۲۲ | تپانچه      | سید ویشس         | نقش اصلی            | [ ۲۲ ] |
| ۲۰۲۴ | سلب مسئولیت | جاناتان بریگ‌ستاک | نقش اصلی، مینی‌سریال | [ ۲۳ ] |
| TBA  | خاندان گینس | ادوارد گینس      | فیلم‌برداری          | [ ۲۴ ] |

| به آثاری اشاره دارد که در حال حاضر منتشر نشده‌اند | به آثاری اشاره دارد که در حال حاضر منتشر نشده‌اند |